# Cuore e vento
Cuore e vento è un singolo dei Modà in duetto con la band sarda Tazenda, pubblicato il 18 agosto 2014.
Il brano è il settimo singolo estratto dal quinto album dei Modà Gioia, contenuto nella sua ristampa Gioia... non è mai abbastanza!.

## Descrizione
Il testo del brano, in italiano e in sardo, è stato scritto dal cantante dei Modà Kekko Silvestre in collaborazione con i Tazenda, ed è stato definito dai Modà come una "dichiarazione d'amore per la Sardegna". Riguardo alla collaborazione con i Modà, la band sarda ha detto:
La canzone è il secondo brano in cui i Modà e i Tazenda collaborano, dopo la pubblicazione nel novembre 2013 del singolo Il respiro del silenzio, realizzato dai Tazenda con la partecipazione vocale di Kekko Silvestre.

## Video musicale
Il video ufficiale del brano, diretto da Gaetano Morbioli e prodotto da Run Multimedia, è stato pubblicato il 27 agosto 2014 e vede alternarsi scene di Kekko Silvestre che cammina sulla spiaggia di Simius a Villasimius e scene tratte dal concerto dei Modà del 19 luglio 2014 a Milano a cui anche i Tazenda hanno partecipato.

## Classifiche
| Classifica (2014) | Posizione massima |
| ----------------- | ----------------- |
| Italia            | 47                |